# شاين دوريان
شاين دوريان (بالإنجليزية: Shane Dorian)‏ هو متركمج أمريكي، ولد في 19 يوليو 1972 في كايلوا-كونا في الولايات المتحدة.

## وصلات خارجية
- شاين دوريان على موقع الرابطة العالمية لركوب الأمواج (الإنجليزية)
- شاين دوريان على موقع EncyclopediaOfSurfing.com (الإنجليزية)
- شاين دوريان على موقع IMDb (الإنجليزية)
- شاين دوريان على موقع قاعدة بيانات الفيلم (الإنجليزية)